# Hogrehalli, Kadur
Hogrehalli là một làng thuộc tehsil Kadur, huyện Chikmagalur, bang Karnataka, Ấn Độ.